# EnenKio

Bandeira de EnenKio

Mapa da Ilha Wake

EnenKio ou Reino de EnenKio é uma micronação que reivindica a Ilha Wake, porém o atol foi formalmente anexado pelos Estados Unidos no final do século XIX e é administrado pelo Departamento do Interior dos Estados Unidos. EnenKio deriva do nome nativo, Eneen-Kio. Em marshalês, Eneen-Kio significa ilha da flor laranja.
O Domínio de Melchizedek e o Reino de EnenKio alegam estar situados em atóis da Micronésia.